# Leticia Feippe
Leticia Feippe (Montevideo, 21 de enero de 1977) es una escritora, dramaturga y periodista uruguaya. Su obra incluye narrativa de ficción, narrativa infantil, dramaturgia y artículos de investigación científica.

## Trayectoria
Es Licenciada en Comunicación Periodística graduada en la Universidad ORT Uruguay y posee formación en Letras en la Universidad de la República.
Sus cuentos han sido publicados en recopilaciones Uruguayas y del exterior como las antologías «A palabra limpia» (en varias de sus ediciones),«Esto no es una antología», cuentos de autores jóvenes uruguayos publicados por el Ministerio de Relaciones Exteriores de Uruguay conjuntamente con el Consejo de Educación Técnico Profesional, «Muestra de cuentos lesbianos», «22 mujeres» y «El papel y el placer. Relatos eróticos de mujeres», el cual fue publicado en Uruguay y Brasil. En 2014 publica su primer libro de cuentos «Asuntos Triviales». editado por Irrupciones Grupo Editor. También ha publicado cuentos en la webzine británica Palabras Errantes.
En teatro, ha escrito dramaturgia tanto para adultos como infantil, asimismo ha sido actriz invitada en el Teatro Circular de Montevideo en la obra «Familia» de Fernando León de Aranoa, con dirección de Eduardo Cervieri. En 2011 estrena su obra para niños Viaje en sobretodo en el teatro El Galpón y, en junio del mismo año, se publicó en su versión novela. En 2013, el Centro Cultural de España en Montevideo produjo su obra de teatro para adultos «Hasta amarillo» la cual fue publicada en el libro «Dramaturgia joven uruguaya». En el 2014 el Museo de Arte Precolombino e Indígena (MAPI) estrenó su obra de teatro para niños «Tukano y el libro de todas las historias», la cual ganó tres premios Florencio al teatro para niños, incluido el de mejor espectáculo Asimismo, su texto «Un cuento de bichos grandes», ha sido usado en el marco del programa educativo del MAPI para acercar a preescolares al conocimiento de la megafauna del Pleistoceno.  
Ha publicado notas en publicaciones culturales como la revista literaria El Estante, el suplemento El País Cultural, donde escribió crónicas y artículos de investigación y para revistas institucionales (Banco República, almanaque del Banco de Seguros del Estado). 
Ha coordinado talleres de escritura creativa y se ha desempeñado como integrante del comité de lectura del concurso de cuento digital de Fundación Itaú.
Uno de sus trabajos apareció en el libro Género Oriental (2018), compilación que reúne cuentos de terror, suspenso, noir y ciencia ficción.

## Distinciones personales y colectivas
- 2009. Primer premio en el concurso de cuentos sobre temática lésbica “Tirame letra”, organizado por el colectivo 19 y Liliana y coordinado con la Secretaría de la Mujer de la Intendencia Municipal de Montevideo, el Instituto Nacional de las Mujeres del Ministerio de Desarrollo Social y la Dirección Nacional de Cultura del Ministerio de Educación y Cultura de Uruguay.
- 2013. El Centro Cultural de España en Montevideo (CCE) elige la obra de teatro «Hasta amarillo»  para financiar su puesta en escena.
- 2014. La obra «Tukano y el libro de todas las historias» obtuvo el Premio Florencio al Mejor espectáculo de teatro para niños de 8 años en adelante, premio a la Mejor Dirección y premio a la mejor ambientación Sonora.[10]

## Obra
Lista de obras escritas por la autora o en autoría compartida 
| Año  | Título                                                              | ISBN          | Editorial      | Descripción                                          |
| ---- | ------------------------------------------------------------------- | ------------- | -------------- | ---------------------------------------------------- |
| 2011 | Viaje en sobretodo                                                  | 9789974983564 | Irrupciones    | Novela para niños                                    |
| 2014 | Asuntos triviales                                                   | 9789974840690 | Irrupciones    | Libro de cuentos                                     |
| 2017 | Dramaturgas uruguayas y democracia                                  |               | ICWP           | Recopilación de varias dramaturgas                   |
| 2017 | La producción de un barrio superpuesto a otros: Barrio de las Artes |               | Memoria Futura | Obra de investigación sobre el «Barrio de las Artes» |